# Cinema coral
Cinema coral és com es coneix les pel·lícules caracteritzades per l'ús d'una narració multilineal. Etimológicament deriva de la forma musical del cor.
Alissa Quart suggereix que el director Robert Altman va crear l'estructura del gènere i va demostrar la seva útilitat. Director de pel·lícules com Nashville o M*A*S*H (considerada la seva obra mestra), es creu el cineasta paradigmàtic del cinema coral. Tanmateix, La Règle du jeu, dirigida per Jean Renoir el 1939 va ser el primer film en utilitzar una estructura narrativa basada en diversos personatges.
Short Cuts de Robert Altman és considerada la pel·lícula més important del cinema coral. Altres directors, com Quentin Tarantino, Alejandro González Iñárritu, Clint Eastwood, Paul Haggis o Luis García Berlanga també han dirigit cintes utilitzant aquest tipus d'estructura narrativa, tot i que en gèneres diferents.

## Definició i característiques
Tot i tractar-se d'una agrupació amb certa ambigüitat, s'ha arribat a un consens pel qual tota pel·lícula que compti amb múltiples protagonistes d'una importància relativament igual podria ser considerada coral. Tanmateix, és necessari fer una aclariment. No tota cinta que compti amb diversos protagonistes és per se una pel·lícula coral. Aquests protagonistes, que poden ser tres, quatre o, fins i tot, més de vint, han de comptar amb una història pròpia parcialment independent de la resta. Aquestes diferents històries, llavors, tot i que autònomes, sempre es troben unides entre elles per un mateix vincle, sigui temàtic, narratiu, estilístic o poètic; és per això per la que totes elles poden considerar-se un conjunt i per tant, estar justificat el fet que formin part d'una mateixa pel·lícula. Així, tot i que les narracions poden semblar evolucionar d'una forma autàrquica, mesura que avança la pel·lícula s'acaben influenciant i connectant de diverses formes. És per aquesta raó pel que, tal com declara Keith Booker amb l'exemple de 21 grams, són unes pel·lícules que han de ser enteses d'una forma diferent de la resta:
'Així, mentre 21 grams se centra en les vides privades dels seus personatges, finalment insisteix en el fet que ningú viu una vida que està completament separada de la vida d'altres, pel que, fins i tot la més privada de les experiències, ha de ser entesa en un context social.'
El poder d'aquestes pel·lícules radica en l'habilitat de mostrar diferents perspectives, respostes, accions i reaccions de diversos personatges en un mateix món. Per això, els films corals requereixen que l'audiència es transporti d'una història a una altra constantment al llarg de la narració. És necessari, per tant, que l'audiència estigui sempre atenta i processi la gran quantitat d'informació que genera l'existència d'un ventall tan gran de personatges. Aquest factor, tanmateix, també genera un altre perill latent: la dificultat d'identificació per part dels espectadors amb els protagonistes. El fet que la pel·lícula estigui dividida entre tantes narracions i protagonistes, provoca que la presència de cadascun d'aquests a la pantalla no sigui molt elevada, el que genera, a la vegada, que no es pugui aprofundir massa en la psicologia dels personatges. Aconseguir l'empatia de l'espectador vers les diferents històries esdevé, doncs, tot un repte. No obstant això, aquest fet també incorpora uns beneficis. A diferència de les pel·lícules que compleixen la tradició binaria de protagonista-antagonista, en els llargmetratges corals el públic és completament lliure d'interpretar i entendre la complexitat dels dilemes dels personatges i les seves decisions.

## Tipus de pel·lícules corals
Tot i l'ambigüitat del concepte "coral", s'ha intentat trobar un factor que permeti l'organització dels films que es consideren part d'aquest grup. Una característica clara dels films corals és l'existència de diverses històries i per tant, l'element que permet la cohesió de totes aquestes ha estat considerat com un possible origen de la classificació de les pel·lícules corals. Stuart Voytilla i Scott Petri consideren que els elements més utilitzats per enllaçar les diferents històries d'una pel·lícula coral solen ser: els personatges, el lloc, un esdeveniment o un problema social. Malgrat que hi ha alguns exemples que podrien encaixar en més d'un apartat, s'ha acceptat, doncs, l'agrupació les pel·lícules en diferents grups tenint en compte el component cohesionador: un grup de personatges, un tema, un esdeveniment o un espai comú.

### Unificades per un grup de personatges
Aquests tipus de llargmetratges són utilitzats per tal d'explorar un grup de persones, un món professional o una subcultura de la societat definida per les mateixes persones que la viuen. D'aquesta forma, endinsen a l'espectador en un món únic vist a través de les persones que hi viuen, permeten un viatge que d'un altre forma l'audiència mai podria experimentar.
La majoria de vegades, si es realitza correctament, les històries creades serveixen com a faules antropològiques que permeten percebre profundament una classe de persones. Al final d'un film així, llavors, l'audiència sent que han viscut el tipus de vida plasmada i que s'ha convertit en un expert sobre la matèria.
A causa d'això, si bé explicar les normes del món en el qual es desenvolupa la trama és crític, establir la perspectiva de cada personatge és essencial.
Parenthood, dirigida per Ron Howard i escrita per Lowell Ganz i Babaloo Mandel n'és un bon exemple. El film explora una família amb un punt de vista comú, i és que tots els protagonistes són pares.

### Unificades per un tema
Aquest tipus de pel·lícules corals són utilitzades amb l'objectiu de relatar i desenvolupar un problema o temàtica al llarg de la trama. Això no obstant, a causa de la gran diversitat d'històries i personatges, l'eix pot no ser perceptible a primera vista, raó per la qual cal una anàlisi posterior per tal d'entendre el que el guionista de la història vol realment explicar.
Un clar exemple dels films corals unificats per un tema podria ser Thirteen conversations about one thing, dirigida per Jill Sprecher i escrita per ella mateixa i Karen Sprecher. Situada a la ciutat de Nova York, les tretze conversacions que donen nom a la pel·lícula són sobre la felicitat. En elles es reflexiona sobre si existeix, és congruent, es pot assolir, sobre si es pot controlar o bé, està determinada pel destí, la sort o una providència divina.

### Unificades per un esdeveniment
En aquest tipus de pel·lícules corals un succés important uneix la vida dels diversos personatges. Solen tenir un gran component dramàtic i una estructura molt rígida, ja que el temps de duració de l'esdeveniment que uneix les trames les condiciona.

Cartell publicitari de 21 grams (2003)

Un dels punts forts dels films corals unificats per un esdeveniment és que és possible explicar històries amb diferents tons, és a dir, mentre que una subtrama pot ser molt dramàtica, un altre pot ser totalment banal. Cal dir que la varietat d'estils no és una característica única en aquest grup, ja que totes les pel·lícules corals, en general, en oferir diferents personatges i història, també proporcionen diversos tons i punts de vista.
Un altre tret característic d'aquest tipus de pel·lícules és que, sovint, cap al final de la pel·lícula, un personatge sense gaire importància o un narrador solen resoldre alguns caps per lligar, explicant, a més, sobre que anava la història.
21 grams, dirigida per Alejandro González Iñárritu i escrita per Guillermo Arriaga n'és un bon exemple. Narrada de forma no-lineal, comença amb un accident de cotxe per, a continuació, centrar-se en la vida de les persones afectades per aquest.

### Unificades per un espai

Diagrama que mostra les relacions que existeixen entre els diferents personatges de Love Actually (2003)

Aquestes pel·lícules corals estan caracteritzades per l'ús d'un espai (no només entès com a lloc sinó també com a ambient) definitori del món en el qual es desenvolupa la trama. L'espai, que uneix les diferents històries i els seus personatges, pot causar diferents sentiments en ells, des d'incomoditat, fins a felicitat passant per impotència i altres reaccions.
Un clar exemple d'aquest tipus de films corals podria ser Love Actually, dirigida i escrita per Richard Curtis. Situada en una època nadalenca, segueix les vivències de diversos personatges amb l'amor.